# 片山善博 (哲学者)
片山 善博（かたやま よしひろ、1963年 - ）は、日本の哲学研究者、日本福祉大学教授。日本哲学会評議員。

## 来歴
東京都生まれ。1989年福島大学経済学部卒。1992年法政大学大学院人文科学研究科哲学専攻修士課程修了、1997年一橋大学大学院社会学研究科博士課程単位修得退学、99年「<自己知>とは何か 「精神現象学」の方法と経験」で一橋大学より博士（社会学）の学位を取得。審査員は島崎隆、岩佐茂、深澤英隆。2000－01年一橋大学助手、2008年日本福祉大学准教授、2014年教授。2015年日本哲学会評議員。

## 著書
- 『自己の水脈 ヘーゲル「精神現象学」の方法と経験』創風社 2002
- 『差異と承認 共生理念の構築を目指して』創風社 2007

### 共著
- 『共生のスペクトル』滝口清栄,小坂田英之,大橋基,鈴木覚共著 DTP出版 2007
- 『境界線の哲学』川本隆共編著 大河内泰樹,鈴木由加里,村田憲郎著 DTP出版 2008
- 『西洋思想の16人』尾場瀬一郎,小野木芳伸,南波亜希子,三谷竜彦, 澤佳成共著 梓出版社 2008

### 翻訳
- コンラート・オット,マルチン・ゴルケ編著『越境する環境倫理学 環境先進国ドイツの哲学的フロンティア』滝口清栄, アンドレアス・ヴァルナー監訳 大橋基,相原博,小島優子, 清水由美,三崎和志共訳 現代書館 2010

## 参考
- [ISBN　978-4-88352-058-9]
- 日本福祉大学